# Wilfriede Maaß
Wilfriede Maaß (geboren 1951 in Kaltennordheim (Thüringen) als Wilfriede Löber) ist eine deutsche Keramikerin. In den 1980er Jahren bis zur Wende war ihre Werkstatt in Berlin-Prenzlauer Berg ein bedeutender Treffpunkt der nichtstaatlichen und dissidenten Literatur- und Kunstszene Ost-Berlins. Mit Malerinnen und Malern aus Dresden und Berlin schuf sie Künstlerkeramiken.

## Leben und Wirken

### Frühe Jahre
Wilfriede Maaß ist eines von acht Kindern der Malerin Frida Löber und des Bauhauskünstlers Wilhelm Löber. Die Eltern eröffneten 1956 in Althagen eine Keramikwerkstatt. Maaß erlernte von 1967 bis 1969 das Töpferhandwerk bei ihrem älteren Bruder Friedemann Löber in Ahrenshoop. Anschließend ging sie nach Berlin und nahm ein Abendstudium im Fach Plastik an der Kunsthochschule Berlin-Weißensee auf. Tagsüber arbeitete sie in der Keramikwerkstatt ihrer älteren Schwester Helene Löber-Schamal, die ihr Atelier in einer ehemaligen Fleischerei im Vorderhaus der Schönfließer Straße 21 in Berlin-Prenzlauer Berg eingerichtet hatte, wo Wilfriede Maaß illegal in einem winzigen Zimmer neben der Werkstatt wohnte. Gegen Ende des Studiums wurde sie schwanger und musste ihren Studienwunsch zurückstellen. Sie heiratete Ekkehard Maaß, damals ein Student der Theologie. 1972 wurde ihr Sohn geboren, ein Jahr später ihre Tochter. Zeitweise pendelte sie zwischen Berlin und Ahrenshoop, um sich um ihre kranke Mutter zu kümmern. Als die Kinder in einen Kindergarten kamen, konnte sie in einer Töpferei in Berlin-Rahnsdorf arbeiten. Ekkehard Maaß begann zu der Zeit ein Studium der Philosophie. 1978 zog sie mit ihrem Ehemann und den beiden Kindern in die Erdgeschosswohnung neben der Keramikwerkstatt ihrer Schwester. Mit einer Steuernummer vom Verband Bildender Künstler der DDR und einer Arbeitserlaubnis des Magistrats durfte sie selbstständig arbeiten, ihre Keramik ausstellen und verkaufen. Nach dem Abschluss eines Meisterlehrgangs übernahm sie 1980 die Werkstatt. Mit ihrem Meisterbrief wurde sie in die Handwerksrolle eingetragen, bildete Lehrlinge aus und stellte Gesellen an.

### 1980er Jahre bis 1998 in Berlin-Prenzlauer Berg
Der Prenzlauer Berg wurde in den letzten beiden DDR-Jahrzehnten zum Synonym einer intellektuellen Subkultur, auch „Bohème des Ostens“ genannt. Seit 1978 fanden in der Wohnküche von Wilfriede und Ekkehard Maaß illegale Lesungen und Konzerte junger Autoren statt, die in der DDR keine Chance auf öffentliche Anerkennung hatten. Daran nahmen auch im Kulturbetrieb der DDR etablierte Schriftsteller wie Christa und Gerhard Wolf, Heiner Müller und Elke Erb teil, die als Mentoren eine wichtige Schutzfunktion ausübten. Als sich das Paar 1981 trennte, wurden die regelmäßigen Veranstaltungen in der Küche von Ekkehard Maaß und parallel dazu in der Keramikwerkstatt von Wilfriede Maaß fortgesetzt. Werkstatt und Wohnung standen laut Angelika Richter für die „enge Vernetzung und den lebhaften Dialog der Kreativen und unterschiedlichen Szenen, die dort zusammenkamen“. Sie habe immer gewusst, dass sich bei diesen Runden auch inoffizielle Mitarbeiter der Stasi (IM) befanden, sagte Wilfriede Maaß in einem Gespräch mit der Autorin Barbara Felsmann, sie habe aber auch gewusst, dass immer die Falschen dafür gehalten wurden. Sascha Anderson, ein zentraler Protagonist in der alternativen Szene am Prenzlauer Berg, mit dem Wilfriede Maaß seit 1981 bis zu seiner Ausreise nach Westberlin 1986 zusammenlebte, wurde erst 1991 von Wolf Biermann als Stasi-Spitzel enttarnt. Er hatte als IM „David Menzer“ seit 1980 die Staatssicherheit über alle Veranstaltungen in Wohnung und Werkstatt der Schönfließer Straße und über alle Autoren und Künstler ausführlich informiert.
Die Keramikwerkstatt von Wilfriede Maaß war in den 1980er Jahren ein wichtiger Treffpunkt der nichtstaatlichen und dissidenten Literatur- und Malerszene Ostberlins. Junge Künstler und Künstlerinnen, die an der Hochschule für Bildende Künste Dresden studiert hatten und aus staatlichen Kunstinstitutionen ausgegrenzt waren, wie Ralf Kerbach, Helge Leiberg, Christine Schlegel und Cornelia Schleime, kamen nach Berlin und fanden sich bei Wilfriede Maaß ein, um auf ihre Ausreisegenehmigung zu warten und mit bereits Ausgereisten zu telefonieren. Sie war Keramikproduzentin und Werkstattleiterin und stellte die von ihr hergestellten Gefäße zur freien Bemalung mit Zeichnungen und Grafiken zur Verfügung. Ihr künstlerisches und handwerkliches Können sei ebenso gefragt gewesen wie ihre sozialen Kapazitäten. Mit Essen, Übernachtungsmöglichkeiten und einer durch den Brennofen stets warmen Werkstatt habe sie auch für das Wohlbefinden ihrer Gäste gesorgt, die oftmals in unbeheizbaren und abbruchreifen Wohnungen hausten. Aus der gemeinsamen Arbeit entstanden Künstlerkeramiken für den praktischen Gebrauch wie Teeservices, Teller und Schüsseln, die auf Atelier- und Künstlerfesten und den oft inoffiziellen Märkten verkauft wurden und damit den Lebensunterhalt der Künstler sicherten. Auch Westberliner Museumsdirektoren und private Sammler besuchten die Werkstatt, um Ostberliner Künstler kennenzulernen, von denen viele in den 2000er Jahren international Karriere machten. Keramik wurde zunehmend als gleichwertiges künstlerisches Medium betrachtet. Die Bemalung der Keramik von Wilfriede Maaß nannte der Kunsthistoriker Christoph Tannert „Punk“: „renitent, dilettantisch, laut“. Später arbeitete Wilfriede Maaß mit Künstlerinnen aus Dresden zusammen, die in der DDR geblieben waren, wie der Grafikerin Karla Woisnitza und der Malerin Angela Hampel, sowie mit Absolventen der Kunsthochschule Berlin-Weißensee.
Nach der Wende eröffnete Maaß Anfang 1990 mit Sabine Herrmann, Klaus Killisch und Petra Schramm in ihrer Werkstatt die Produzentengalerie Wilfriede Maaß, in der sie Ausstellungen und Lesungen veranstalteten. 1995 verlegte sie die Galerie in die Gipsstraße 13 in Berlin-Mitte. 1998 verließ Maaß Berlin und führt seitdem ihre Töpferwerkstatt in Schlemmin bei Ribnitz-Damgarten weiter.

„Der Mythos vom Prenzlauer Berg ist eine aufgesetzte Sache, eine Erfindung von dessen fremden Entdeckern. Mich hält hier nichts mehr. Das ist eine abgeschlossene Sache.“

## Rezeption
Mit ihrer Keramikwerkstatt sei es der Kunsthandwerkerin Wilfriede Maaß in den 1980er Jahren gelungen, eine Produktionsstätte für Künstlerinnen der „zweiten Öffentlichkeit“ in der DDR anzubieten, die zugleich Ort der Vernetzung, des Austausches und der Sichtbarmachung war, schreibt die Kunsthistorikerin Angelika Richter. Karla Woisnitza, die über viele Jahre in der Werkstatt von Maaß Keramiken gefertigt und bemalt hatte, kritisierte im Rückblick die Reproduktion stereotyper Geschlechtermuster. Maaß sei als „Mutterfigur“ stark ausgenutzt worden und zugleich unterrepräsentiert gewesen. Auch Christoph Tannert, der als Ausstellungsmacher Treffen vor Ort organisierte, betonte die „typische Dreifachbelastung aus Beruf, Kindern und Haushalt“. In den ersten Jahren sei Maaß faktisch Alleinerziehende gewesen, die zudem den Haushalt und die Werkstatt finanzierte. Darüber hinaus sei es ihr gelungen, viele „starke Frauenfiguren“ aus den „männlich dominierten Genres“ der Dichtung und Kunst zu versammeln. Maaß selbst nahm sich und ihre Leistungen in einem Interview zugunsten männlicher Protagonisten zurück, denen sie die Initiative zahlreicher kreativer Prozesse in ihrer Werkstatt zuschrieb. Jutta Voigt nannte Wilfriede Maaß eine „stille Heldin“, die in ihrer Keramikwerkstatt das Geld für das Bohèmeleben ihrer Künstlerfreunde erarbeitet habe, „auch nachts, weil der Rhythmus des Brennofens es so vorgab. Bataillone von Rotweinflaschen, Nudelsalatschüsseln und Frühstücksmüslis mussten rangeschafft und bezahlt werden. Und Telefonrechnungen, die im Monat bis zu sechshundert Mark betrugen, wenn die Dagebliebenen mit den Ausgereisten telefonierten“.
Eine Galerie in Pankow präsentierte 2014 von vielen Künstlern bemalte Keramik aus der Werkstatt von Wilfriede Maaß unter dem Titel brennzeiten. Die Ausstellung habe „beinahe ein Who’s who der ostdeutschen Malerszene […] im kleinen Format versammelt“, schrieb Katrin Bettina Müller in der taz. Anderen ihre Keramik als Malgrund zur Verfügung zu stellen, sei im Rückblick für Wilfriede Maaß auch ein Ersatz dafür gewesen, dass sie selbst nicht Kunst studieren konnte.

## Ausstellungen (Auswahl)
- 1997: Expressionistinnen 1980 bis 1990. Werkstatt Wilfriede Maaß, Staudenhof-Galerie Potsdam.
- 2003: Malerkeramik. Keramikwerkstatt Wilfriede Maaß, Droysen-Keramikwerkstatt & Galerie Kattrin Kühn., Neues Kunsthaus Ahrenshoop und Hetjens-Museum, Düsseldorf.
- 2014: brennzeiten. Die Keramikwerkstatt Wilfriede Maaß, ein Zentrum des künstlerischen Offgrounds Ost-Berlins (1980-1989-1997). Galerie Forum Amalienpark, Berlin-Pankow.
- 2020: Künstlerkeramiken der Sammlung Wilfriede Maaß (Karla Woisnitza, Tanja Zimmermann, Sabine Hermann, Holger Stark, Klaus Killisch und Christine Schlegel), Schloss Hohenbrünzow.[17]